# Rage & The Machine
Albums de Joe Budden
All Love Lost
(2015)
Rage & The Machine est le cinquième album studio de Joe Budden, sorti le 21 octobre 2016.
L'album s'est classé 1er au Top R&B/Hip-Hop Albums et 40e au Billboard 200.

## Liste des titres
Tous les titres sont produits par AraabMuzik.
| No  | Titre                                   | Contient un (des) sample(s) de                                                                    | Durée |
| --- | --------------------------------------- | ------------------------------------------------------------------------------------------------- | ----- |
| 1.  | Three                                   |                                                                                                   | 4:28  |
| 2.  | Uncle Joe                               |                                                                                                   | 3:05  |
| 3.  | Serious (featuring Joell Ortiz)         |                                                                                                   | 2:38  |
| 4.  | By Law (featuring Jazzy)                |                                                                                                   | 3:55  |
| 5.  | Flex (featuring Tory Lanez et Fabolous) | Piece of Mind d'Idris Muhammad                                                                    | 4:11  |
| 6.  | Forget                                  | Your Love's Too Good to Be Forgotten des Stylistics                                               | 1:31  |
| 7.  | I Gotta Ask                             | Prologue: Into the Woods de Company (Into the Woods)                                              | 2:55  |
| 8.  | Time for Work (featuring Emanny)        |                                                                                                   | 3:25  |
| 9.  | Wrong One                               |                                                                                                   | 3:28  |
| 10. | I Wanna Know (featuring Stacy Barthe)   | Wish That You Were Mine des Manhattans                                                            | 5:54  |
| 11. | Idols                                   | Tomorrow (A Better You, Better Me) de Quincy Jones featuring Tevin Campbell Lady de Gino Vannelli | 6:11  |